# Jeff Bezos
Jeffrey Preston Bezos (Albuquerque, 12 januari 1964) is een Amerikaans ondernemer en investeerder. Hij is een technologische zakenman die een rol heeft gespeeld bij het groeien van de e-commerce als oprichter en CEO van de site Amazon.com. Onder zijn leiding groeide Amazon uit tot het grootste handelsbedrijf op het internet. 

## Levensloop

### Jeugd en opleiding
Bezos werd geboren uit het huwelijk van Jacklyn Gise en Theodore “Ted” Jorgensen. Zijn ouders scheidden kort na zijn geboorte. Toen hij vier jaar was trouwde zijn moeder met de Cubaanse balling Miguel "Mike" Bezos. Hierbij kreeg hij als nieuwe achternaam Bezos. Het gezin werd in de jaren 60 uitgebreid met een dochter en een zoon. 
Hij ging naar de lagere school in Houston. Het gezin verhuisde vervolgens naar Miami waar hij zijn opleiding vervolgde aan de Miami Palmetto Senior High School om vervolgens elektrotechniek en informatica (Electrical engineering & computer science) te gaan studeren aan de Princeton-universiteit. In 1986 behaalde hij zijn bachelordiploma.

### Werk
Na zijn studie ging hij werken voor het Taiwanese mobieletelefoonbedrijf FITEL, hierna voor Bankers Trust en vervolgens bij DE Shaw & Co. Daar kreeg hij samen met David E. Shaw (geboren 1951) het idee om een online boekwinkel op te zetten. In 1994 richtte hij Amazon.com op en verliet DE Shaw & Co om zijn e-commerce-ideeën verder te ontwikkelen. 
In 2000 richtte hij het private Amerikaanse ruimtevaartbedrijf Blue Origin op. Sinds augustus 2013 is hij eigenaar van de krant The Washington Post, die hij voor 250 miljoen dollar kocht.
Op 2 februari 2021 kondigde Bezos aan dat hij in de loop van 2021 zou aftreden als CEO van Amazon en over zou gaan naar de rol van uitvoerend voorzitter. Andy Jassy, het hoofd van de cloud computing-divisie van Amazon, nam deze rol over per 5 juli 2021. Hij zei dat hij daardoor meer tijd zou hebben voor zijn projecten, waaronder zijn ruimteverkenningsbedrijf Blue Origin, zijn filantropische initiatieven en toezicht houden op The Washington Post.
Op 20 juli 2021 was Bezos een van de vier passagiers die aan boord van de eerste bemande New Shepard van zijn bedrijf Blue Origin naar de ruimte vlogen. Richard Branson troefde hem negen dagen eerder echter af in de strijd wie als eerste in zijn eigen ruimteschip de ruimte zou bereiken.

### Privé
Bezos leerde zijn zes jaar jongere vrouw, MacKenzie Tuttle, in 1992 kennen toen ze beiden werkten voor investeringsfirma DE Shaw in New York. Binnen een jaar huwden de twee. Dat was voor de oprichting van Amazon. Ze kregen samen drie zoons en adopteerden een meisje uit China. 
Op 9 januari 2019 maakte hij via Twitter bekend te gaan scheiden. Ze waren getrouwd in gemeenschap van goederen. 
Kort na het bekend worden van de scheiding, bleek dat Jeff al een paar maanden een affaire had met tv-presentatrice Lauren Sánchez. Het tabloid National Enquirer dreigde de affaire te onthullen met foto's en gelekte sms'jes van Bezos aan zijn minnares. Bezos weigerde zich te laten afpersen en kwam dus zelf via Twitter naar buiten met de mededeling van de echtscheiding. Op 5 juli 2019 werd het huwelijk formeel beëindigd. Als onderdeel van de echtscheiding kreeg MacKenzie Tuttle 4% van de aandelen in Amazon.com ter waarde van US$ 38 miljard.
In mei 2023 maakte Bezos bekend in het huwelijk te zullen treden met Lauren Sánchez. Het koppel hield van 26 tot 28 juni 2025 een driedaagse huwelijk in Venetië met tussen de 200 en 250 beroemdheden op de gastenlijst. De feestelijkheden kostten zo'n 40 tot 48 miljoen euro en vonden plaats op het plein voor de Chiesa della Madonna dell’Orto, op het eiland San Giorgio Maggiore en in de hallen op het Arsenaal. Het huwelijk stuitte op protestacties van onder meer de Venetianen, Greenpeace en Extinction Rebellion.
In 2021 gaf hij scheepswerf Oceanco in Alblasserdam opdracht een super(zeil)jacht voor hem te bouwen met een lengte van 127 meter. Het kreeg de naam Koru ("nieuw begin" in Māori). Bij het verlaten van de werf in november 2022 werd het schip getransporteerd naar de werf van Greenport in de Eemhaven in Rotterdam, waarbij het in Rotterdam De Hef moest passeren. Die zou daartoe, vanwege de hoge masten van het schip, gedeeltelijk worden afgebroken en weer opgebouwd. Besloten werd de masten apart te vervoeren en later te monteren. In april 2023 werd het schip opgeleverd. De bouw kostte ruim 500 miljoen dollar.

## Vermogen
In 2018 werd hij de eerste persoon ter wereld met een vermogen van meer dan US$ 100 miljard. Vlak na de echtscheiding van zijn eerste echtgenote bedroeg zijn vermogen US$ 115,60 miljard. In augustus 2020 werd Bezos de eerste persoon met een vermogen van meer dan US$ 200 miljard.